# コショクトン郡 (オハイオ州)
コショクトン郡（英: Coshocton County、[kəˈʃɒktən]）は、アメリカ合衆国オハイオ州の中央部に位置する郡である。2010年国勢調査での人口は36,901人であり、2000年の36,655人から0.7%増加した。郡庁所在地はコショクトン市（人口11,216人）であり、同郡で人口最大の都市でもある。
コショクトン郡はその全体で、コショクトン小都市圏を構成している。郡名はデラウェア族インディアンの言葉で「水の統合」あるいは「クロクマの渡る所」と訳されてきた。

## 歴史
コショクトン郡は1810年1月31日に、マスキンガム郡とタスカラワス郡の一部を合わせて設立された。郡名はデラウェア族インディアンの言葉から来ており、「水の統合」というような意味である。
郡政委員会は、1875年に建設され現在も利用されている郡庁舎で開催されている。

## 地理
アメリカ合衆国国勢調査局に拠れば、郡域全面積は567.48平方マイル (1,469.8 km2)であり、このうち陸地563.91平方マイル (1,460.5 km2)、水域は3.57平方マイル (9.2 km2)で水域率は0.63%である。

### 隣接する郡
- ホームズ郡 - 北
- タスカラワス郡 - 東
- ガーンジー郡 - 南東
- マスキンガム郡 - 南
- リッキング郡 - 南西
- ノックス郡 - 西

## 人口動態
以下は2000年の国勢調査による人口統計データである。
| 基礎データ - 人口: 36,655人 - 世帯数: 14,356 世帯 - 家族数: 10,164 家族 - 人口密度: 25人/km2（65人/mi2） - 住居数: 16,107軒 - 住居密度: 11軒/km2（29軒/mi2） 人種別人口構成 - 白人: 97.35% - アフリカン・アメリカン: 1.09% - ネイティブ・アメリカン: 0.17% - アジア人: 0.32% - 太平洋諸島系: 0.03% - その他の人種: 0.20% - 混血: 0.85% - ヒスパニック・ラテン系: 0.59% 先祖による構成 - ドイツ系：29.4% - アメリカ人：23.4% - イギリス系：11.6% - アイルランド系：9.3% 言語による構成 - 英語：92.9% - ドイツ語：2.4% - ペンシルベニア・ドイツ語：1.5% | 年齢別人口構成 - 18歳未満: 26.2% - 18-24歳: 7.8% - 25-44歳: 27.4% - 45-64歳: 24.0% - 65歳以上: 14.7% - 年齢の中央値: 38歳 - 性比（女性100人あたり男性の人口） - 総人口: 95.5 - 18歳以上: 92.7 世帯と家族（対世帯数） - 18歳未満の子供がいる: 32.6% - 結婚・同居している夫婦: 57.8% - 未婚・離婚・死別女性が世帯主: 9.2% - 非家族世帯: 29.2% - 単身世帯: 25.4% - 65歳以上の老人1人暮らし: 11.9% - 平均構成人数 - 世帯: 2.52人 - 家族: 3.01人 収入と家計 - 収入の中央値 - 世帯: 34,701米ドル - 家族: 41,676米ドル - 性別 - 男性: 31,095米ドル - 女性: 21,276米ドル - 人口1人あたり収入: 16,364米ドル - 貧困線以下 - 対人口: 9.1% - 対家族数: 7.0% - 18歳未満: 10.4% - 65歳以上: 9.1% |

### 収入

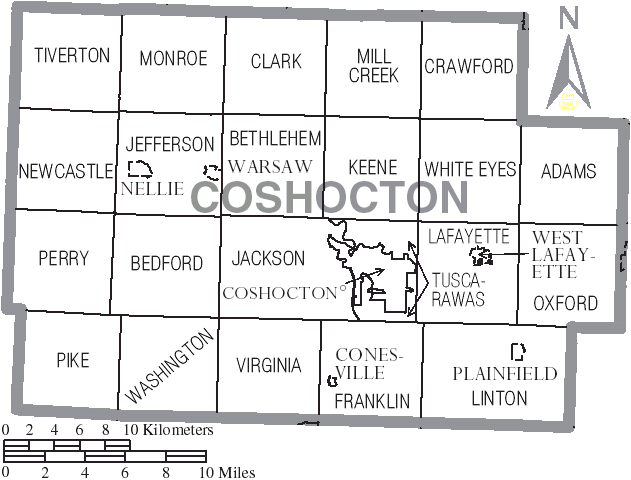
コショクトン郡図

## 郡区
コショクトン郡は下記22の郡区に分割されている。
| - アダムズ - ベドフォード - ベスレヘム - クラーク - クロウフォード - フランクリン | - ジャクソン - ジェファーソン - キーン - ラファイエット - リントン - ミルクリーク | - モンロー - ニューキャッスル - オックスフォード - ペリー - パイク | - タイバートン - タスカラワス - バージニア - ワシントン - ホワイトアイズ |

### 都市
- コショクトン - 郡庁所在地

### 村
| - バルティック - コーンズビル | - ネリー - プレーンフィールド | - ウォーソー - ウェストラファイエット |

### 未編入の町
| - ベイカーズビル - ブリスフィールド | - フレズノ - キーン | - タンネルヒル - ワカトミカ | - ウォルホンディング |

### 歴史上の町
| - カーペンターズフォート、別名カーペンターズステーションは、1781年夏に、ジョン・カーペンターがオハイオ川のオハイオ州側ショート・クリーク合流点上流に防御を施した家屋を建設した時に、町が設立された。 現在はジェファーソン郡のマリエッタ近くである。 |